# Lập trình mệnh lệnh
Trong khoa học máy tính, lập trình mệnh lệnh (imperative programming) là một mẫu hình lập trình sử dụng câu lệnh để thay đổi trạng thái của chương trình. Nó rất giống với cách mà mệnh lệnh thức trong ngôn ngữ tự nhiên diễn tả mệnh lệnh, một chương trình mệnh lệnh bao gồm các mệnh lệnh (command) cho máy tính để thực hiện. Lập trình mệnh lệnh tập trung vào miêu tả cách một chương trình hoạt động.
Thuật ngữ này thường được dùng trái ngược với lập trình khai báo, vốn tập trung vào những gì mà chương trình nên hoàn thành mà không nêu rõ chương trình đạt được kết quả  như thế nào.